# بينجامين هرنانديز بوستامينت
بينجامين هرنانديز بوستامينت هو محامي وسياسي مكسيكي، ولد في 30 مارس 1954 في أوخاكا في المكسيك. نشط حزبياً في الحزب الثوري المؤسساتي. وقد انتخب عضو مجلس النواب المكسيك ‏.